# روزا شاشا
روزا ألبا شاشا شاشا (بالإسبانية: Rosa Alba Chacha Chacha) هي عدائة مسافات طويلة إكوادورية ولدت في يوم 8 ديسمبر 1982 في مدينة أمباتو في الإكوادور، خاضت منافسات الماراثون في دورة الألعاب الأولمبية الصيفية 2012 في لندن، أبرز إنجازاتها كان فوزها بالميدالية الذهبية بطولة أمريكا الجنوبية للماراثون في بوينس أيرس في سنة 2013.

## روابط خارجية
- روزا شاشا على موقع الاتحاد الدولي لألعاب القوى (الإنجليزية)
- روزا شاشا على موقع اللجنة الأولمبية الدولية (الإنجليزية)
- روزا شاشا على موقع أوليمبيديا (الإنجليزية)